# Tollár Emese
Tollár Emese (Budapest, 1977. december 10. –) magyar bajnok labdarúgó, hátvéd.

## Pályafutása
Az 1997–98-as idényben tagja volt a László Kórház bajnokcsapatának. 2006-ban az Íris SC csapatában szerepelt. 2007 februárjában az MTK-hoz igazolt, ahol másfél idényen át játszott és két bajnoki bronzérem részese volt.

## Sikerei, díjai
- Magyar bajnokság
  - bajnok: 1997–98
  - 3.: 2006–07. 2007–08